# 차오강촨
차오강촨(중국어 간체자: 曹刚川, 정체자: 曹剛川, 병음: Cáo Gāngchuān; 1935년 12월 출생)은 부주석과 국방부장을 지낸 중국의 은퇴한 장성급 장교이다. 그는 또한 국무위원과 인민해방군 총장비부 부장을 역임했다.

## 전기
틀:BLP unreferenced section
차오강촨은 1935년 12월 허난성 우강에서 태어났다. 1954년부터 2년간 난징 제3포병무기기술학교와 제1무기기술학교에서 학생으로 재학했다. 이후 1956년에는 제1무기기술학교의 교사가 되었다. 같은 해 인민해방군 다롄 러시아어 학교에 다녔고, 1957년부터 6년간 소련 포병 부대 군사 공학 학교에서 보냈다. 1963년 중국으로 돌아온 후 1969년까지 인민해방군 총후근부 군수과에서 탄약 보조원으로 일했으며, 그 후 같은 부서에서 탄약과 보조원이 되었다.
그는 1975년 인민해방군 총참모부 군사 장비부의 참모장교 및 총기획과 부과장으로 승진했다. 이후 1982년에는 군사 장비부 부과장이 되었다. 인민해방군 계층을 꾸준히 거쳐 1989년에는 인민해방군 총참모부 군사 업무부 과장이 되었고, 1년 후에는 중앙군사위원회 군사 무역 사무실 과장이 되었다. 1992년부터 4년간 그는 인민해방군 총참모부 부총참모장이었다.
그는 1996년 국방과학기술공업위원회 위원장으로서 처음으로 장관이 되었다. 이후 1998년에는 인민해방군 총장비부를 지휘하게 되었다. 1998년 그는 중앙군사위원회 위원과 인민해방군 총장비부 부장 및 당위원회 서기로 임명되었다. 2002년부터 2003년까지 그는 중국공산당 중앙정치국 위원, 중국공산당 중앙군사위원회 부주석; 인민해방군 총장비부 부장 및 당위원회 서기를 역임했다.
2003년 3월, 그는 중화인민공화국 중앙군사위원회 부주석 겸 국무위원으로 임명되었다.
2008년 3월, 그는 인민해방군 총장비부 부장 및 중국공산당 위원회 서기였다.
그는 제15기 중국공산당 중앙위원회 위원이었고, 제16기 중앙위원회 위원 및 제16기 정치국 위원이었다.